# Ould Biram
Ould Biram este o comună din departamentul Boghé, Regiunea Brakna, Mauritania, cu o populație de 9.620 locuitori.